# Charlie Wurz
Charlie Wurz (Monte Carlo, 2 dicembre 2005) è un pilota automobilistico austriaco, vincitore del Campionato di Formula 4 degli Emirati Arabi Uniti 2022 e del Campionato di Formula Regional Oceania 2023,  attualmente impegnato in Formula 3.
È figlio dell'ex pilota di Formula 1 e due volte vincitore della 24 Ore di Le Mans, Alexander Wurz.

## Carriera

### Kart e Formula 4
Wurz dopo aver gareggiato in karting, nel 2020 viene scelto per le Finali della Ferrari Driver Academy ma poi non riesce ad entrare nella Accademy. L'anno seguente esordisce in monoposto correndo in due round della Formula 4 italiana, a Vallelunga in gara 3 ottiene un ottimo quarto posto assoluto e la vittoria nella classifica Rookie.
Nel inverno 2022, dopo una piccola parentesi nella serie della Porsche Sprint Middle East esordisce nella Formula 4 degli Emirati Arabi Uniti. Vince la F4 UAE Trophy Round ad Abu Dhabi (gara non valida per la classifica del campionato). Nella serie ottiene  2 vittorie e altri 8 podi che gli consentono di aggiudicarsi il titolo all'ultima gara davanti a Rafael Câmara.
In seguito ha partecipato al Campionato italiano di Formula 4, in cui si classifica quarto in classifica finale e conquistando una vittoria a Monza. Sempre nel 2022 ha preso parte a diversi round della Formula 4 ADAC della Formula 4 spagnola.

### Formula Regional e Euroformula Open

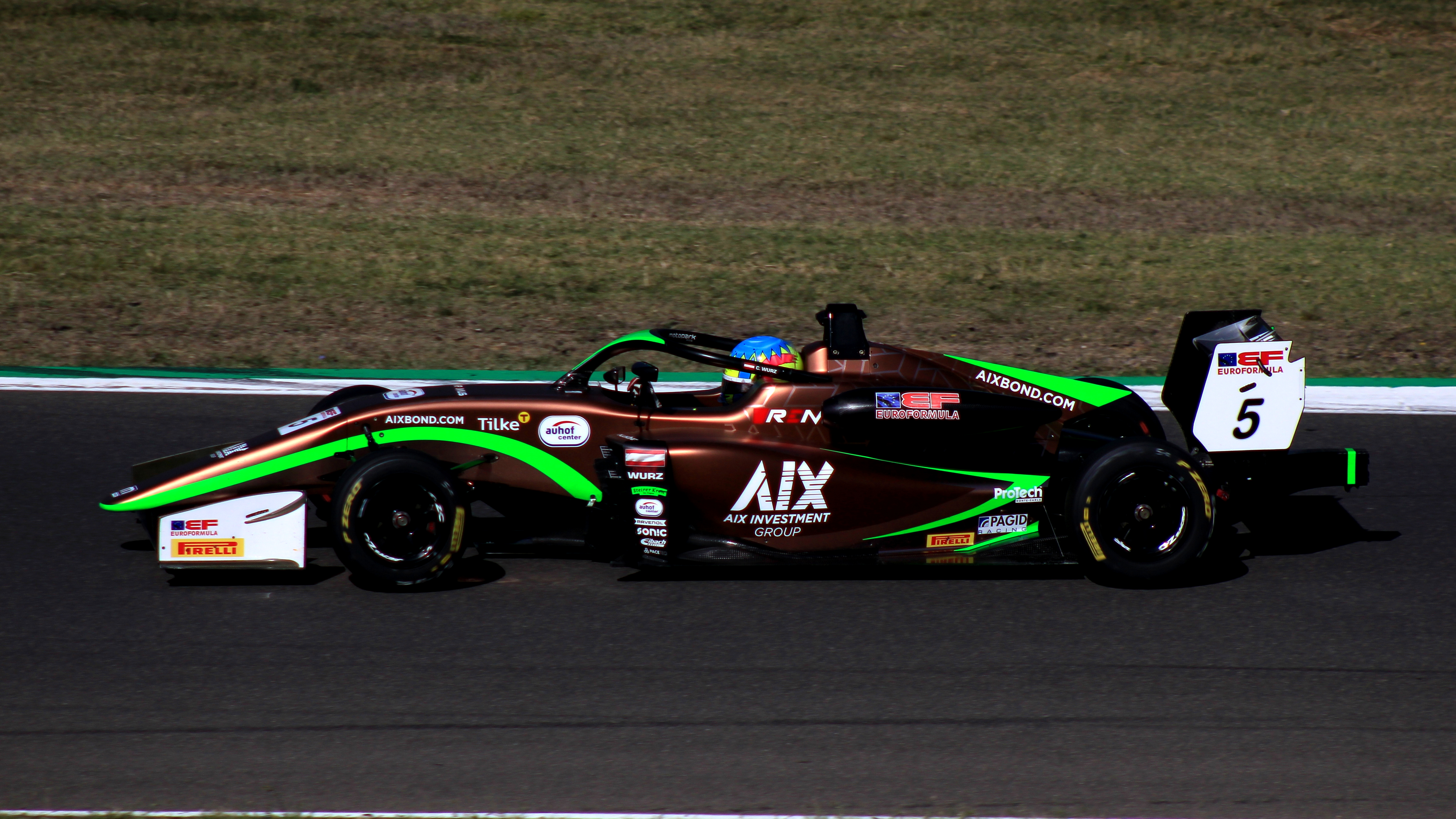
Wurz impegnato nel Round al Red Bull Ring di Euroformula Open 2023

A inizio 2023 Wurz partecipa con M2 Competition al Campionato di Formula Regional Oceania di cui si mette subito al comando grazie a due secondi posti al primo Round, riguadagnando la vetta della classifica ad Hampton Downs e vincendo poi il titolo all'ultima gara.
A febbraio 2023 Wurz ha annunciato che avrebbe partecipato al Campionato FIA di Formula 3 europea regionale. Dopo avere ottenuto un solo punto in 10 gare, Wurz lasciò il campionato optando per concludere la stagione nell'Euroformula Open.
A settembre 2023 ha debuttato nell'Euroformula Opencon il team CryptoTower Racing. Nelle 11 gare disputate ha ottenuto 5 podi, di cui una vittoria a Monza, e il sesto posto nella classifica piloti.

### Formula 3
A ottobre 2023 Wurz è stato chiamato da Jenzer Motorsport per i test post-stagionali a Jerez. A novembre 2023 ha partecipato al Gran Premio di Macao, qualificandosi diciottesimo e concludendo la gara in anticipo a causa di un incidente con Paul Aron dopo che si era portato in undicesima posizione. A gennaio 2024 Wurz è stato confermato come pilota della squadra svizzera per la stagione di Formula 3 2024.
Per la stagione 2025 della serie passa al team Trident.

## Risultati

### Riassunto della carriera
| Stagione | Campionato                              | Team                    | Gare | Vittorie | Pole | Gv | Podi | Punti | Pos. |
| -------- | --------------------------------------- | ----------------------- | ---- | -------- | ---- | -- | ---- | ----- | ---- |
| 2021     | Formula 4 italiana                      | Prema Powerteam         | 6    | 0        | 0    | 0  | 0    | 20    | 20°  |
| 2021     | Porsche Sprint Challenge Central Europe | Deltabloc GT Racing     | 2    | 1        | 1    | 1  | 2    | -     | NC†  |
| 2021-22  | Porsche Sprint Challenge Middle East    | BWT Junior Racing       | 4    | 3        | ?    | 2  | 3    | 77,5  | 6°   |
| 2022     | Formula 4 UAE                           | Prema Racing            | 20   | 2        | 3    | 2  | 10   | 255   | 1°   |
| 2022     | Formula 4 ADAC                          | Prema Racing            | 12   | 0        | 0    | 0  | 3    | 111   | 7°   |
| 2022     | Formula 4 italiana                      | Prema Racing            | 20   | 1        | 1    | 0  | 6    | 198   | 4°   |
| 2022     | Formula 4 spagnola                      | Campos Racing           | 3    | 0        | 0    | 0  | 1    | 25    | 15°  |
| 2022     | FIA Motorsport Games (Categoria F4)     | Team Austria            | 1    | 0        | 0    | 0  | 0    | -     | 11°  |
| 2023     | Formula Regional Oceania                | M2 Competition          | 15   | 4        | 4    | 1  | 7    | 343   | 1°   |
| 2023     | Formula Regional Europe                 | ART Grand Prix          | 10   | 0        | 0    | 0  | 0    | 1     | 26°  |
| 2023     | Euroformula Open                        | CryptoTower Racing Team | 11   | 1        | 1    | 3  | 5    | 139   | 6°   |
| 2023     | Gran Premio di Macao                    | Jenzer Motorsport       | 1    | 0        | 0    | 0  | 0    | -     | Rit  |
| 2023-24  | Porsche Carrera Cup Middle East         | Central Europe Racing   | 2    | 0        | 0    | 0  | 0    | 20    | 17°  |
| 2024     | Formula 3                               | Jenzer Motorsport       | 20   | 0        | 0    | 0  | 0    | 10    | 22°  |
| 2025     | Formula 3                               | Trident Motorsport      | 15   | 0        | 0    | 0  | 1    | 33*   |      |

* Stagione in corso
† Avendo partecipato come pilota ospite, non poteva guadagnare punti.

### Risultati in Formula 4

#### Formula 4 Italiana
(legenda) (Le gare in grassetto indicano la pole position) (Le gare in corsivo indicano il giro più veloce)
| Stagione | Team         | 1   | 2   | 3   | 4   | 5   | 6   | 7   | 8   | 9   | 10  | 11  | 12  | 13  | 14  | 15  | 16  | 17  | 18  | 19  | 20  | 21  | Punti | Pos. |
| -------- | ------------ | --- | --- | --- | --- | --- | --- | --- | --- | --- | --- | --- | --- | --- | --- | --- | --- | --- | --- | --- | --- | --- | ----- | ---- |
| 2021     | Prema Racing | LEC | LEC | LEC | MIS | MIS | MIS | VAL | VAL | VAL | IMO | IMO | IMO | RBR | RBR | RBR | MUG | MUG | MUG | MON | MON | MON | 20    | 20º  |
| 2021     | Prema Racing |     |     |     |     |     |     | 19  | 12  | 4   |     |     |     | 21  | 8   | 8   |     |     |     |     |     |     | 20    | 20º  |
| 2022     | Prema Racing | IMO | IMO | IMO | MIS | MIS | MIS | SPA | SPA | SPA | VAL | VAL | VAL | RBR | RBR | RBR | MON | MON | MON | MUG | MUG | MUG | 198   | 4º   |
| 2022     | Prema Racing | 7   | 16  | 7   | 4   | 2   | 27  | 4   | 7   | 4   | 9   | 3   | 3   | 5   | 6   | 14  | 1   | 2   | C   | 4   | 6   | 3   | 198   | 4º   |

#### Formula 4 degli Emirati Arabi Uniti
(legenda) (Le gare in grassetto indicano la pole position) (Le gare in corsivo indicano il giro più veloce)
| Stagione | Team         | 1   | 2   | 3   | 4   | 5   | 6   | 7   | 8   | 9   | 10  | 11  | 12  | 13  | 14  | 15  | 16  | 17  | 18  | 19  | 20  | Punti | Pos. |
| -------- | ------------ | --- | --- | --- | --- | --- | --- | --- | --- | --- | --- | --- | --- | --- | --- | --- | --- | --- | --- | --- | --- | ----- | ---- |
| 2022     | Prema Racing | DUB | DUB | DUB | DUB | YAS | YAS | YAS | YAS | DUB | DUB | DUB | DUB | DUB | DUB | DUB | DUB | YAS | YAS | YAS | YAS | 255   | 1º   |
| 2022     | Prema Racing | 8   | 7   | 2   | 6   | 3   | 4   | 2   | 7   | 3   | 1   | 3   | 9   | 2   | 2   | 1   | 8   | 5   | 4   | 2   | 8   | 255   | 1º   |

#### Formula 4 ADAC
(legenda) (Le gare in grassetto indicano la pole position) (Le gare in corsivo indicano il giro più veloce)
| Stagione | Team         | 1   | 2   | 3   | 4   | 5   | 6   | 7   | 8   | 9   | 10  | 11  | 12  | 13  | 14  | 15  | 16  | 17  | 18  | Punti | Pos. |
| -------- | ------------ | --- | --- | --- | --- | --- | --- | --- | --- | --- | --- | --- | --- | --- | --- | --- | --- | --- | --- | ----- | ---- |
| 2022     | Prema Racing | SPA | SPA | SPA | HOC | HOC | HOC | ZAN | ZAN | ZAN | NUR | NUR | NUR | LAU | LAU | LAU | NUR | NUR | NUR | 111   | 7º   |
| 2022     | Prema Racing | 3   | Rit | 5   | 4   | 10  | 6   | 7   | 3   | 3   | 6   | 4   | 7   |     |     |     |     |     |     | 111   | 7º   |

#### Formula 4 spagnola
(legenda) (Le gare in grassetto indicano la pole position) (Le gare in corsivo indicano il giro più veloce)
| Stagione | Team          | 1   | 2   | 3   | 4   | 5   | 6   | 7   | 8   | 9   | 10  | 11  | 12  | 13  | 14  | 15  | 16  | 17  | 18  | 19  | 20  | 21  | Punti | Pos. |
| -------- | ------------- | --- | --- | --- | --- | --- | --- | --- | --- | --- | --- | --- | --- | --- | --- | --- | --- | --- | --- | --- | --- | --- | ----- | ---- |
| 2022     | Campos Racing | ALG | ALG | ALG | JER | JER | JER | CRT | CRT | CRT | SPA | SPA | SPA | ARA | ARA | ARA | NAV | NAV | NAV | CAT | CAT | CAT | 25    | 15º  |
| 2022     | Campos Racing |     |     |     | 3   | 7   | 6   |     |     |     |     |     |     |     |     |     |     |     |     |     |     |     | 25    | 15º  |

### Risultati in Formula Regional Oceania
(legenda) (Le gare in grassetto indicano la pole position) (Le gare in corsivo indicano il giro più veloce)
| Stagione | Team           | 1   | 2   | 3   | 4   | 5   | 6   | 7   | 8   | 9   | 10  | 11  | 12  | 13  | 14  | 15  | Punti | Pos. |
| -------- | -------------- | --- | --- | --- | --- | --- | --- | --- | --- | --- | --- | --- | --- | --- | --- | --- | ----- | ---- |
| 2023     | M2 Competition | HMP | HMP | HMP | TER | TER | TER | MAN | MAN | MAN | HDM | HDM | HDM | TAU | TAU | TAU | 343   | 1°   |
| 2023     | M2 Competition | 2   | 4   | 2   | 1   | 4   | 1   | 5   | 6   | 6   | 8   | 1   | 7   | 5   | 3   | 1   | 343   | 1°   |

### Risultati in Formula Regional europea
(legenda) (Le gare in grassetto indicano la pole position) (Le gare in corsivo indicano il giro più veloce)
| Stagione | Team           | 1   | 2   | 3   | 4   | 5   | 6   | 7   | 8   | 9   | 10  | 11  | 12  | 13  | 14  | 15  | 16  | 17  | 18  | 19  | 20  | Punti | Pos. |
| -------- | -------------- | --- | --- | --- | --- | --- | --- | --- | --- | --- | --- | --- | --- | --- | --- | --- | --- | --- | --- | --- | --- | ----- | ---- |
| 2023     | ART Grand Prix | IMO | IMO | CAT | CAT | HUN | HUN | SPA | SPA | MUG | MUG | LEC | LEC | RBR | RBR | MNZ | MNZ | ZAN | ZAN | HOC | HOC | 1     | 26º  |
| 2023     | ART Grand Prix | 26  | 10  | 16  | 18  | 22  | 22  |     |     | 18  | 13  | Rit | 27  |     |     |     |     |     |     |     |     | 1     | 26º  |

### Risultati in Euroformula Open
(legenda) (Le gare in grassetto indicano la pole position) (Le gare in corsivo indicano il giro più veloce)
| Stagione | Team               | 1   | 2   | 3   | 4   | 5   | 6   | 7   | 8   | 9   | 10  | 11  | 12  | 13  | 14  | 15  | 16  | 17  | 18  | 19  | 20  | 21  | 22  | 23  | Punti | Pos. |
| -------- | ------------------ | --- | --- | --- | --- | --- | --- | --- | --- | --- | --- | --- | --- | --- | --- | --- | --- | --- | --- | --- | --- | --- | --- | --- | ----- | ---- |
| 2023     | CryptoTower Racing | PRT | PRT | PRT | SPA | SPA | SPA | HUN | HUN | HUN | LEC | LEC | LEC | RBR | RBR | RBR | MNZ | MNZ | MNZ | MUG | MUG | CAT | CAT | CAT | 139   | 6º   |
| 2023     | CryptoTower Racing |     |     |     |     |     |     |     |     |     |     |     |     | 5   | 3   | 4   | 3   | 1   | Rit | Rit | 6   | 2   | 2   | 5   | 139   | 6º   |

### Risultati al Gran Premio di Macao
| Anno | Team              | Auto            | Qualifica | Gara |
| ---- | ----------------- | --------------- | --------- | ---- |
| 2023 | Jenzer Motorsport | Dallara F3 2019 | 18°       | Rit  |

### Risultati in Formula 3
| Stagione | Team               | 1   | 2   | 3   | 4   | 5   | 6   | 7   | 8   | 9   | 10  | 11  | 12  | 13  | 14  | 15  | 16  | 17  | 18  | 19  | 20  | Punti | Pos. |
| -------- | ------------------ | --- | --- | --- | --- | --- | --- | --- | --- | --- | --- | --- | --- | --- | --- | --- | --- | --- | --- | --- | --- | ----- | ---- |
| 2024     | Jenzer Motorsport  | SAK | SAK | MEL | MEL | IMO | IMO | MON | MON | CAT | CAT | RBR | RBR | SIL | SIL | HUN | HUN | SPA | SPA | MNZ | MNZ | 10    | 22º  |
| 2024     | Jenzer Motorsport  | 19  | 16  | 11  | 5   | 23  | 24  | 19  | Rit | 16  | 13  | 20  | 27  | Rit | Rit | 17  | Rit | 26  | 25  | 25  | 14  | 10    | 22º  |
| 2025     | Trident Motorsport | AUS | AUS | SAK | SAK | IMO | IMO | MON | MON | CAT | CAT | RBR | RBR | SIL | SIL | SPA | SPA | HUN | HUN | MON | MON | 33*   |      |
| 2025     | Trident Motorsport | Rit | 6   | 9   | 11  | 23  | 16  | 6   | Rit | 14  | 13  | Rit | 6   | 9   | 16  | 3   | C   |     |     |     |     | 33*   |      |